# Kinh tế chính trị
Kinh tế chính trị là một môn khoa học xã hội nghiên cứu việc sản xuất và trao đổi hàng hóa đặt trong mối quan hệ với chính trị dưới nhãn quan của chính trị gia. Thuật ngữ "kinh tế chính trị" được dùng lần đầu tiên năm 1615 bởi trong tác phẩm Traité d'économie politique. Thuật ngữ "kinh tế chính trị" xuất hiện do kết hợp các từ có nguồn gốc Hy Lạp với nghĩa là "thiết chế chính trị". Kinh tế chính trị học cung cấp các khái niệm và hệ thống kiến thức cơ bản nhất cho khoa kinh tế hiện đại như cung cầu, lợi nhuận, tự do thương mại... Nhiều quan điểm của các trường phái kinh tế chính trị đã trở thành các tín điều mang tính ý thức hệ của các nhà kinh tế học và các chính trị gia.

## Đối tượng nghiên cứu
"Kinh tế chính trị" chỉ nghệ thuật quản lý kinh tế của một quốc gia để phân biệt với "kinh tế" là việc quản lý gia đình (từ tiếng Anh "political" có nguồn gốc từ politike trong tiếng Hy Lạp nghĩa là lo việc nước; còn "economy" có nguồn gốc từ chữ oikonomia trong tiếng Hy Lạp nghĩa là quản lý gia đình; political economy được dịch ra tiếng Việt là "kinh tế chính trị"). Có thể nói, kinh tế chính trị là kinh tế học dưới con mắt của chính khách. Học thuyết kinh tế chính trị có tính hệ thống đầu tiên là học thuyết của Adam Smith trong thế kỷ 18. Trong tác phẩm nổi tiếng An Inquiry into the Nature and Causes of the Wealth of Nations (Tìm hiểu về bản chất và nguồn gốc của cải của các quốc gia, 1776, thường được gọi tắt là Của cải của các quốc gia hay Quốc phú luận), Adam Smith chỉ rõ:
"Political economy considered as a branch of the science of a statesman or legislator proposes two distinct objects, first, to supply a plentiful revenue or subsistence for the people, or more properly to enable them to provide such a revenue or subsistence for themselves; and secondly, to supply the state or commonwealth with a revenue sufficient for the public service. It proposes to enrich both the people and the sovereign."

## Phương pháp luận
Kinh tế chính trị chịu ảnh hưởng của triết học chính trị. Các trường phái kinh tế chính trị được phát triển dựa trên quan điểm của các trường phái triết học chính trị. Chủ nghĩa tự do cho rằng nhà nước nên hạn chế can thiệp vào đời sống xã hội. Khi áp dụng quan điểm này vào kinh tế học tạo ra kinh tế chính trị học cổ điển. Chủ nghĩa bảo thủ quan niệm giá trị tư bản thặng dư thuộc về cá nhân. Đại diện của chủ nghĩa bảo thủ là Edmund Burke. Những nhà kinh tế chịu ảnh hưởng của chủ nghĩa bảo thủ thường phản đối phân phối lại thu nhập, ủng hộ tự do kinh doanh thậm chí ủng hộ bảo hộ mậu dịch. Chủ nghĩa xã hội tin rằng mỗi cá thể tạo ra giá trị thặng dư đều là thành viên của xã hội nên giá trị thặng dư đó mang tính chất xã hội do đó cần được xã hội điều tiết. Điều này được phản ánh trong kinh tế chính trị học Marxist. Chủ nghĩa cộng sản cho rằng tăng trưởng kinh tế-xã hội do giá trị thặng dư xã hội sinh ra do đó nó phải thuộc về toàn thể xã hội. Đại diện của chủ nghĩa cộng sản là Karl Marx, Friedrich Engels, Lenin và Lev Davidovich Trotsky.

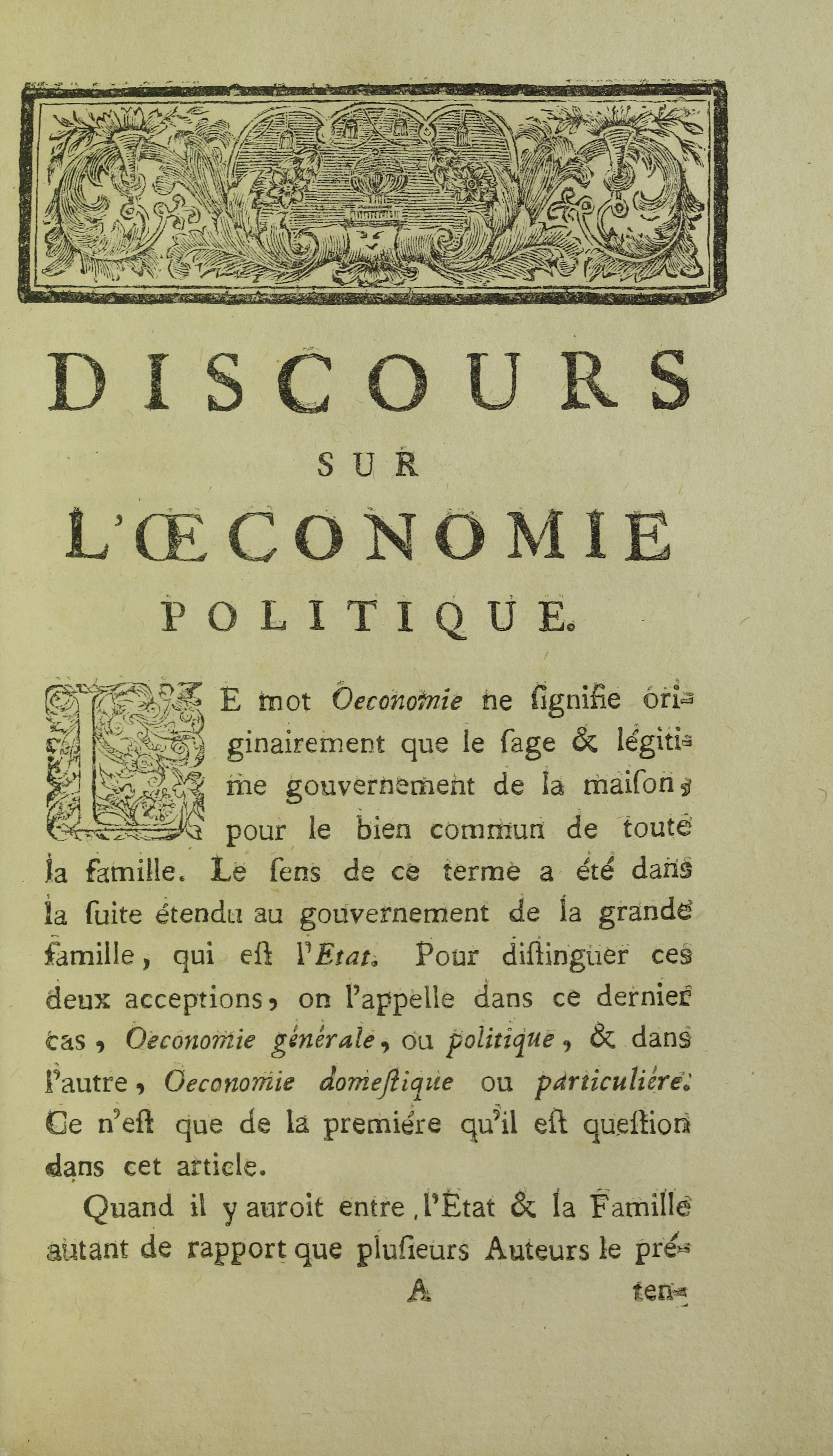
Jean-Jacques Rousseau, Discours sur l'oeconomie politique, 1758

- Phương pháp lấy quyền lực làm trung tâm. Đây là phương pháp tiếp cận của kinh tế chính trị cổ điển. Do coi quyền lực là vấn đề trung tâm của chính trị, nên họ cho rằng kinh tế chính trị nghiên cứu cách thức đạt được quyền lực trong nền kinh tế.
- Phương pháp lấy xã hội làm trung tâm. Đây là cách tiếp cận của kinh tế chính trị Marx-Lenin và của chủ nghĩa công lợi. Các trường phái này xuất phát từ lợi ích xã hội để nghĩ về nhà nước.
- Phương pháp lấy nhà nước làm trung tâm. Trường phái kinh tế chính trị tân cổ điển và kinh tế chính trị Keynes xuất phát từ cách xác định chính trị là khoa học về nhà nước, còn kinh tế hàm ý thị trường. Vì thế, họ cho rằng kinh tế chính trị nghiên cứu cân bằng quyền lực giữa thị trường và nhà nước. Nhà nước tìm cách kiểm soát nền kinh tế để đạt được những mục đích của mình.
- Phương pháp lấy "chính nghĩa" làm trung tâm. Đây là cách tiếp cận của kinh tế chính trị hiện đại. Kinh tế chính trị hiện đại xuất phát từ quan điểm rằng có một hệ thống "quyền" gắn liền với thị trường, mà quan trọng nhất là quyền sở hữu. Chính trị có thể xác định và tác động tới các quyền đó. Vì thế, nhiệm vụ của kinh tế chính trị là nghiên cứu cách thức chính trị tác động tới các hệ thống quyền lợi đó. Kinh tế chính trị hiện đại có thể phân thành ba trường phái nhỏ hơn, đó là chủ nghĩa tự do, chủ nghĩa khế ước hiện đại, và chủ nghĩa Hegel.

Kinh tế chính trị liên quan đến nhiều ngành khoa học xã hội khác. Các nhà nghiên cứu kinh tế chính trị thường sử dụng tri thức của các ngành khoa học xã hội khác để giải thích các hiện tượng, các hành vi kinh tế. Một số ngành khoa học xã hội có liên quan mật thiết đến kinh tế chính trị học như xã hội học, nhân loại học, sử học, luật học... Xã hội học nghiên cứu các quan hệ xã hội. Nhiều nhà xã hội học nghiên cứu các quan hệ xã hội hình thành dựa trên quan hệ sản xuất cũng như sự ảnh hưởng của quan hệ sản xuất lên hoạt động xã hội loài người. Nhân loại học áp dụng kinh tế chính trị để nghiên cứu mối quan hệ giữa hệ thống tư bản toàn cầu và các nền văn minh địa phương. Lịch sử luôn thay đổi, phương pháp lịch sử được môn kinh tế chính trị áp dụng để nghiên cứu các quy luật chung của hoạt động kinh tế-xã hội. Luật học, luật pháp được chính quyền áp dụng để quản lý xã hội. Trong kinh tế chính trị, luật cùng với các tư tưởng xã hội và quan điểm chính trị tạo nên kiến trúc thượng tầng. Sinh thái học có quan hệ với kinh tế chính trị bởi vì hoạt động kinh tế-xã hội loài người ảnh hưởng không nhỏ đến môi trường sinh thái. Những thay đổi về mặt sinh thái tác động trở lại đến con người, nhiều khi tiêu cực.

## Các trường phái

### Kinh tế chính trị cổ điển
Trường phái này bắt đầu từ tác phẩm Của cải của các quốc gia của Adam Smith (1776) đến Các nguyên lý kinh tế chính trị của John Stuart Mill (1848). Các đại biểu của trường phái này bao gồm Smith, David Ricardo, Thomas Malthus và Mill. Cái tên "Kinh tế chính trị cổ điển" là do Marx đặt ra. Những đóng góp lớn của trường phái này bao gồm lý luận về sự tự điều chỉnh của thị trường và lý luận về giá trị, về phân phối. Smith là người đầu tiên thảo luận về lý luận giá trị lao động và Ricardo phát triển lý luận này.

### Kinh tế chính trị Marxist
Đây là trường phái kinh tế chính trị mà Karl Marx là người sáng lập và Friedrich Engels là một đại biểu khác. Trường phái này đã phát triển đáng kể những lý luận về phân công lao động và lý luận giá trị lao động của kinh tế chính trị tân cổ điển, từ đó giới thiệu lý luận về lao động thặng dư, giá trị thặng dư, quy luật giá trị và thay đổi hình thái giá trị. Marx đã phê phán lý luận về dư thừa dân số của Malthus và giới thiệu khái niệm về đội quân lao động dự bị. Marx đã tiếp thu và phát triển những lý luận của Ricardo về phân phối. Những đóng góp quan trọng khác của trường phái này là các lý luận về phương tiện sản xuất, phương thức sản xuất, lực lượng sản xuất...

### Kinh tế chính trị tân cổ điển
Kinh tế chính trị tân cổ điển có các đại biểu là William Stanley Jevons, Carl Menger, Léon Walras, Philip Henry Wicksteed, William Smart, Alfred Marshall, Eugen von Böhm-Bawerk, Friedrich von Wieser, Vilfredo Pareto. Trường phái này phê phán quan niệm của kinh tế chính trị cổ điển về thỏa dụng, cũng như phê phán quan niệm của kinh tế chính trị Mác-xít về giá trị sử dụng. Từ đó, họ giới thiệu khái niệm về thỏa dụng biên. Chính vì thế, trường phái này còn được gọi là chủ nghĩa cận biên. Đóng góp quan trọng khác của trường phái này bao gồm lý luận về sự lựa chọn trong ràng buộc, quyền sở hữu, hàng hóa công cộng, độc quyền, ảnh hưởng ngoại lai...

### Kinh tế chính trị Keynes
Kinh tế chính trị Keynes phê phán lý luận về sự tự điều chỉnh của thị trường của trường phái cổ điển. John Maynard Keynes phát triển lý luận về tính bất ổn định của tái sản xuất và tăng trưởng của kinh tế tư bản chủ nghĩa.